# 2072
2072 (ММLXXII) е високосна година, започваща в петък според Григорианския календар. Тя е 2072-рата година от новата ера, седемдесет и втората от третото хилядолетие и третата от 2070-те.